# Joshua Benoliel

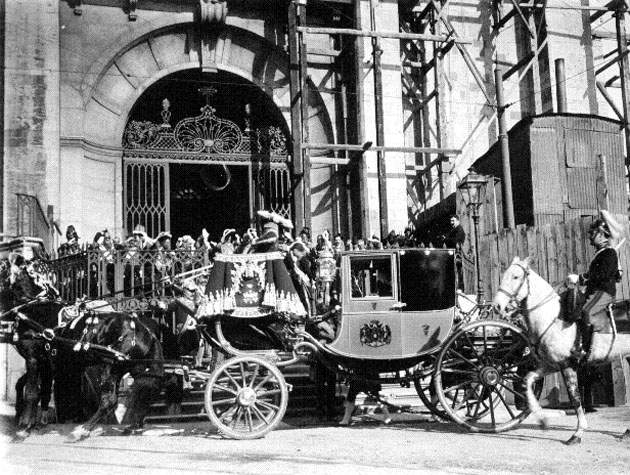
Manuel II. Portugalský, 1908

Joshua Benoliel (13. ledna 1873 Lisabon – 3. února 1932 Lisabon) byl britský fotožurnalista, ačkoli žil většinu svého života v Portugalsku. Působil také jako oficiální dvorní fotograf krále Karla I. Portugalského.

## Životopis
Narodil se v Lisabonu otci Judahu Benolielovi, židovskému obchodníkovi z Gibraltaru a matce Esther Levyové.

## Dílo
Začal pracovat jako fotoreportér pro sportovní časopis Tiro e Sport, ale většinu své kariéry působil v portugalském tisku O Século a jeho příloze Ilustração Portuguesa. Pracoval též jako portugalský zpravodaj pro španělské noviny ABC a francouzský časopis L'Illustration.
Zachytil hlavní události v portugalské historii během prvních desetiletí 20. století, včetně pádu monarchie a portugalské účasti v první světové válce, byl však též známý dokumentací společnosti a snímky pouličních scén.

## Publikace
- Arquivo Gráfico da Vida Portuguesa: 1903 - 1918: História da Vida Nacional em Todos os seus Aspectos, de 1903 a 1918. – Lissabon: Bertrand, 1933, 6 Bände

## Galerie

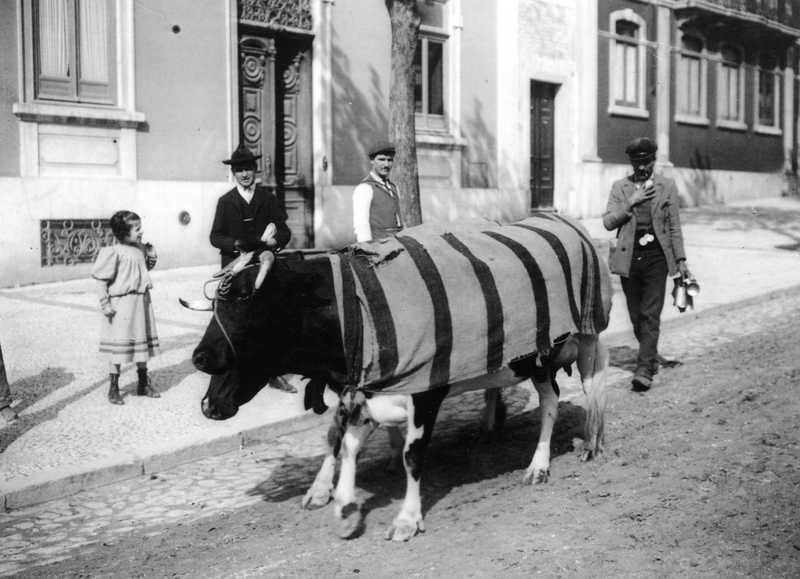
A venda do leite perigoso, 1910
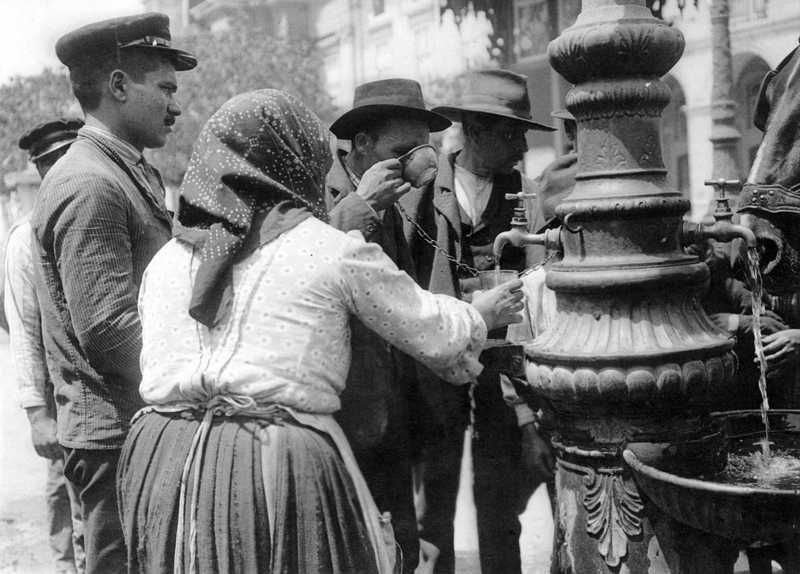
Aguadeiros, 1912
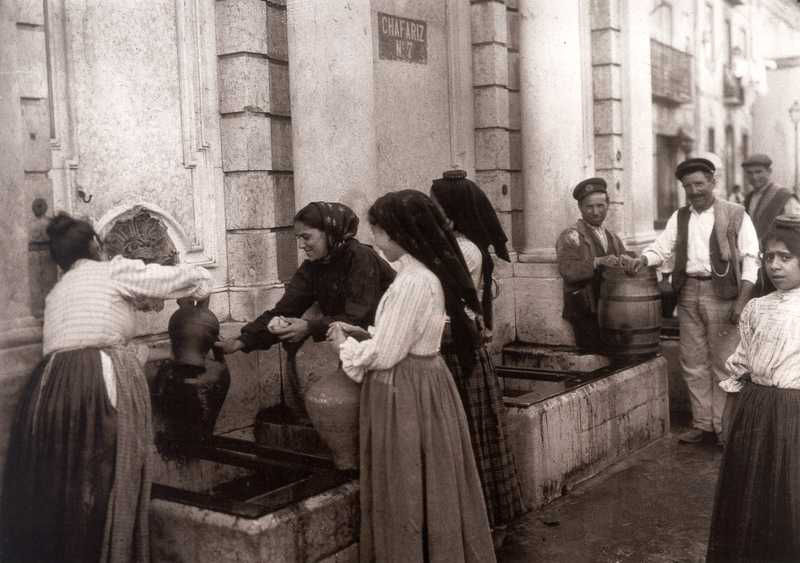
Aguadeiros, 1907
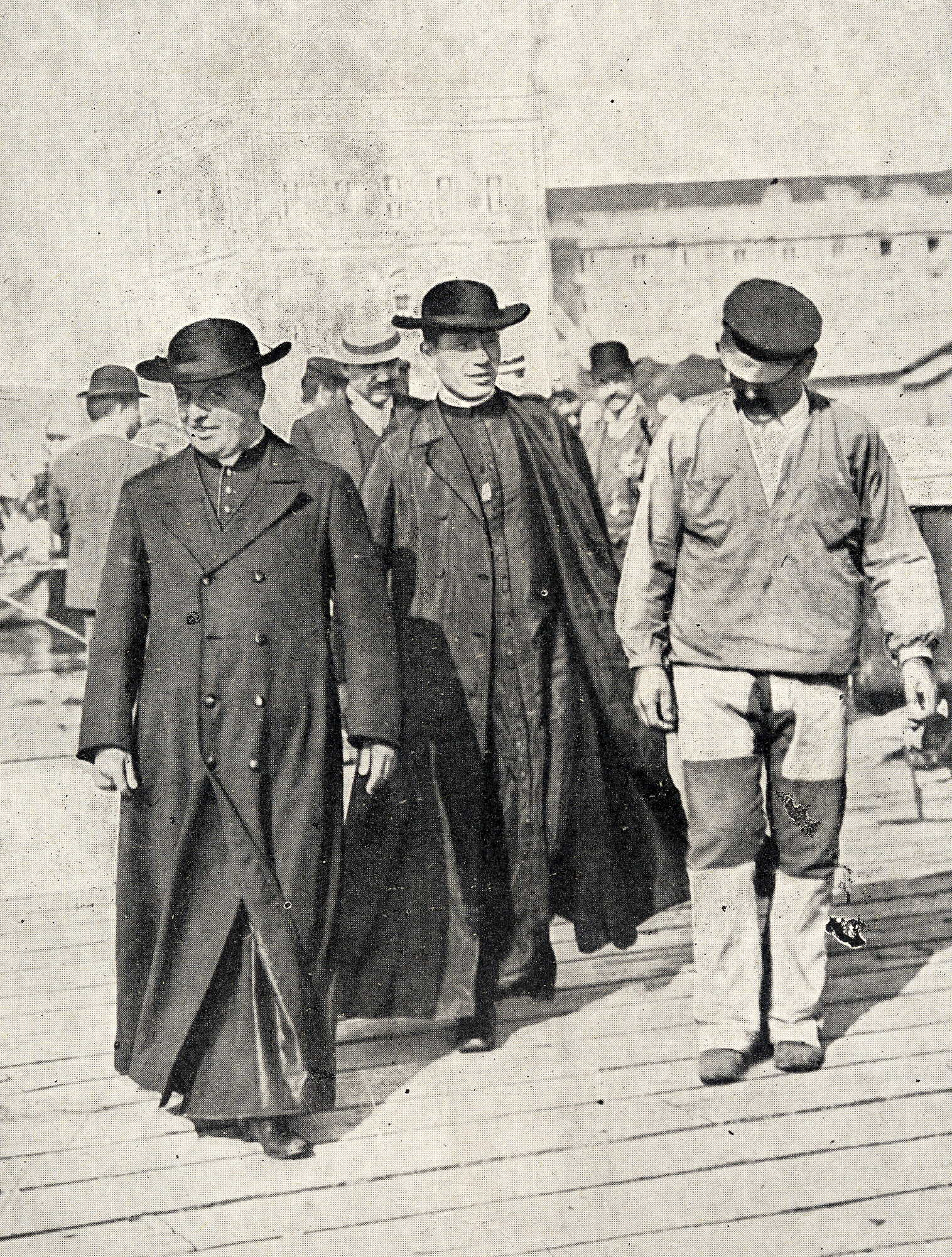
Arcibiskup